# Alexei Alexandrowitsch Gretschkin

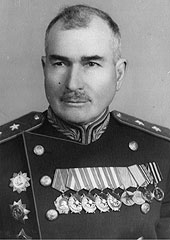
Alexei Alexandrowitsch Gretschkin

Alexei Alexandrowitsch Gretschkin (russisch: Алексей Александрович Гречкин, *15. Märzjul. / 27. März 1893greg. im Dorf Karpenka, heute Krasnokutsk, Nowousensk; † 30. August 1964 in Moskau) war ein sowjetischer Generalleutnant (1943) und Armeeführer im Zweiten Weltkrieg.

## Leben
Gretschkin wurde in der Oblast Samara geboren. 1910 absolvierte er eine Lehrerschule im Dorf Djakowka (Bezirk Nowouzenski) und arbeitete als Lehrer.
Ab August 1914 wurde er in die kaiserlich-russische Armee eingezogen, er absolvierte dann in Petersburg seine Ausbildung zum Fähnrich. Bis Mai 1915 diente er im Reservebataillon des Ismailowski-Regiments der Leibgarde, wo er seine Ausbildung abschloss und zum Unteroffizier aufstieg. Er diente dann im 228. Sadonsker Infanterieregiment der 57. Infanteriedivision, wurde Leiter des Nachrichtenbüros und dann Kompaniechef. Er kämpfte mit seinem Regiment an der Westfront (Teilnahme am Sturm auf die Festung Osowiec), dann an der rumänischen Front und zuletzt an der Südwestfront am Stochod. Nach der Februarrevolution 1917 wurde er von den Soldaten zum Bataillonskommandeur und Mitglied des Soldatenkomitees gewählt. Im selben Jahr wurde er zum Stabskapitän befördert und im Januar 1918 demobilisiert. Er kehrte in seine Heimat zurück und arbeitete erneut als Lehrer an ländlichen Schulen in Karpenka und Frolowka, Bezirk Novouzensk. Von März 1918 an, absolvierte er außerschulische Kurse an der Schanjawski-Universität von Moskau.

### In der Roten Armee
Im August 1918 trat er freiwillig in die Rote Armee ein und nahm am Bürgerkrieg teil. Zunächst wurde er zum stellvertretenden Kommissar im Hauptquartier der Sowjetischen Don-Republik ernannt, kurz darauf wurde er in den Rat des Volkskommissariats für militärische Angelegenheiten unter Trotzki versetzt. Ab Oktober 1918 war er stellvertretender Leiter der Inspektionsabteilung im Hauptquartier der 9. Armee. Ab November 1918 war er Kommandeur eines Reservebataillons in Borisoglebsk und Kirsanow. Im Mai 1919 wurde er zum Chef der Verteidigung des Bezirks Morschansk ernannt und nahm an Kämpfen gegen die weißrussischen Einheiten des 4. Don-Kavalleriekorps unter General K. K. Mamontow teil. Ab November 1919 kämpfte er an der Südfront, wurde Chef des Nachschudepots der 9. Armee und ab Mai 1920 Kommandeur des Armee-Reserveregiments dieser Armee. Sein Regiment beteiligte sich nach der Landung der Ulagai-Formationen im Kuban im Kampf gegen die Guerilla.
In der Zwischenkriegszeit ab Oktober 1921 diente Gretschkin im nordkaukasischen Militärbezirk in der 37. separaten Schützenbrigade (Nowotscherkassk) als Assistent des Brigadekommandanten. Im Dezember 1921 wurde er Kommandeur des 111. Schützenregiments der 31. separaten Schützenbrigade und im Juni 1922 stellvertretender Kommandant des 37. Schützenregiment der 13. Schützendivision desselben Bezirk (Machachkala), im Juli 1923 wurde er Kommandant des selbstständigen Gardebataillon von Rostow. Im Juni 1924 fungierte er als stellvertretender Kommandeur und Interimskommandeur des 64. Schützenregiments der 22. Schützendivision im Militärbezirk Nordkaukasus (Armavir). 1926 absolvierte er den taktischen Fortbildungskurs „Wystrel“ der Komintern für das Kommandopersonal der Roten Armee. Seit Juli 1926 war er Kommandeur des 9. Schützenregiments der 3. turkestanischen Schützendivision. Von April bis Juli 1931 nahm er als Kommandeur eines Regiments am Kampf gegen die Basmatschi in Turkestan teil. Im Januar 1932 wurde er stellvertretender Befehlshaber und amtierender Befehlshaber der 15. Schützendivision im Ukrainischen Militärbezirks.
Am 26. November 1935 wurde er zum Brigadekommandeur ernannt und im März 1936 wurde er Leiter der militärischen Ausbildung von Studenten im Kiewer Militärbezirk. Ab September 1938 war er stellvertretender Kommandeur des 13. Schützenkorps. 1939 absolvierte er Fortbildungskurse für höhere Kommandeure an der Akademie des Generalstabs der Roten Armee. Er nahm im September 1939 an der Invasion der Roten Armee in der Westukraine teil und stand dem Militärrat der Ukrainischen Front zur Verfügung. Als bei Beginn des Sowjet-Finnischen Krieges im Dezember 1939 die Sowjetunion auf dem eroberten Gebiet Finnlands die kurzlebige „Finnische Demokratische Republik“ samt „Finnischer Volksarmee“ gründete, wurde Gretschkin Kommandeur von deren 1. Schützendivision. Nach ihrer Auflösung wurde er am 4. Juni 1940 zum Generalmajor befördert und fungierte ab Juli 1940 als Stabsoffizier im Hauptquartier des Nordkaukasischen Militärbezirks.

### Im Großen Vaterländischen Krieg
In den ersten Monaten des Großen Vaterländischen Krieges leitete Gretschkin in seiner Position als Stabsoffizier den Ausbau der Verteidigungsstellungen am Mius und rund um die Stadt Rostow am Don. In der Zeit vom 3. August bis 4. September 1941 war er kurzfristig amtierender Befehlshaber der Truppen des Nordkaukasischen Militärbezirks. Im Oktober 1941 wurde er zum Kommandeur einer Kampfgruppe der 56. Armee der Südfront ernannt, die an der Schlacht um Rostow teilnahm. Die deutsche Panzergruppe 1 hatten einen bedeutenden Teil des Donbass erobert und näherte sich Rostow um den Durchbruch in den Nordkaukasus zu vollziehen. Die 56. Armee hatte Befehl, die Städte Nowotscherkassk und Rostow am Don festzuhalten sowie eine erfolgreiche Offensive der Truppen der Südfront durchzuführen. Vom 17. bis 21. November führten seine Truppen schwere Verteidigungskämpfe, mussten sich aber auf das linke Ufer des Don zurückziehen. Am 23. November wurde die 56. Armee in die Transkaukasusfront eingegliedert und befreite Rostow in Zusammenarbeit mit der 9. Armee. Am 31. Dezember 1941 wurde General Gretschkin zum Kommandeur der 1. Ingenieur-Kommandos ernannt, eine Bestellung die im Januar 1942 rückgängig gemacht wurde.
Im Juni 1942 wurde er zum stellvertretenden Kommandeur der 24. Armee der Südfront ernannt. Am 28. August 1942 wurde er Kommandeur der 318. Gebirgs-Schützendivision der 47. Armee, die an der Schlacht um den Kaukasus teilnahm. Ab 28. Dezember 1942 wurde er Kommandeur des 16. Schützenkorps und am 4. Februar 1943 zum stellvertretenden Kommandeur der 47. Armee ernannt. In dieser Position wurde er mit der Bildung einer Einsatzgruppe der 47. Armee beauftragt, um einen amphibischen Angriff vorzubereiten, der südlich der Stadt Noworossijsk vollzogen wurde. Ab 27. Februar 1943 war er Kommandeur des 20. Luft-Schützenkorps und ab 26. März Kommandeur der Landegruppe der 18. Armee der Transkaukasusfront. Ab dem 20. Juni 1943 nahm er als Kommandeur der 9. Armee an der Verteidigungskämpfen im Raum Slawjanskaja und vom 9. September bis 10. Oktober 1943 an der Noworossijsk-Tamaner Operation teil.
Am 9. Oktober 1943 wurde Gretschkin zum Generalleutnant befördert und am 30. November zum Kommandeur der 28. Armee ernannt, die im Verband der 3. Ukrainischen Front an der Schlacht um Nikopol um Kriwoi Rog teilnahm. Während der Beresnegowatoje-Snigirjower Operation befreiten seine Armeetruppen mehrere Großsiedlungen am rechten Ufer der Ukraine, darunter die Städte Cherson und Nikolajew.
Ab dem 20. Mai 1944 wurde er stellvertretender Befehlshaber der Truppen der 3. Baltischen Front und nahm an der Pskow-Ostrower Operation teil, sowie den Schlachten um Tartu und der Rigaer Operation teil. Gretschkin koordinierte dabei die Aktionen der Schützenkorps und Armeen. Am 16. Oktober 1944 wurde die 3. Baltische Front aufgelöst, Gretschkin wurde ab Februar 1945 der Personaldirektion des Verteidigungskommissariats und dem Militärrat der 1. Ukrainischen Front zur Verfügung gestellt.

### Nachkriegszeit
Nach dem Krieg befehligte er ab Mai 1945 das 48. Schützenkorps, das in den Militärbezirk Lemberg verlegt wurde. Von Mai bis Juli 1946 war er Kommandeur des 73. Schützenkorps im Militärbezirk der Karpaten. Ab Oktober 1946 war er Assistent des Leiters der höheren taktischen Schießkurse „Wystrel“ und ab Februar 1951 war er Leiter der Spezialfakultät für die Ausbildung des Militärischen Instituts für Fremdsprachen. Im Juni 1954 trat er in den Ruhestand. Er starb am 30. August 1964 in Moskau, die Urne mit seiner Asche wurde im Kolumbarium des Nowodewitschi-Friedhofs beigesetzt.

### Auszeichnungen
- Lenin-Orden (21. Februar 1945)
- 5 Rotbannerorden (16. November 1931, 13. Dezember 1942, 5. August 1944, 3. November 1944, 20. Juni 1949)
- Kutusoworden 1. Klasse (9. Oktober 1943)
- Bogdan-Chmelnizki-Orden, 1. Klasse (19. März 1944)
- Suworow-Orden 2. Klasse (25. Mai 1945)